# Horizontüberhöhung

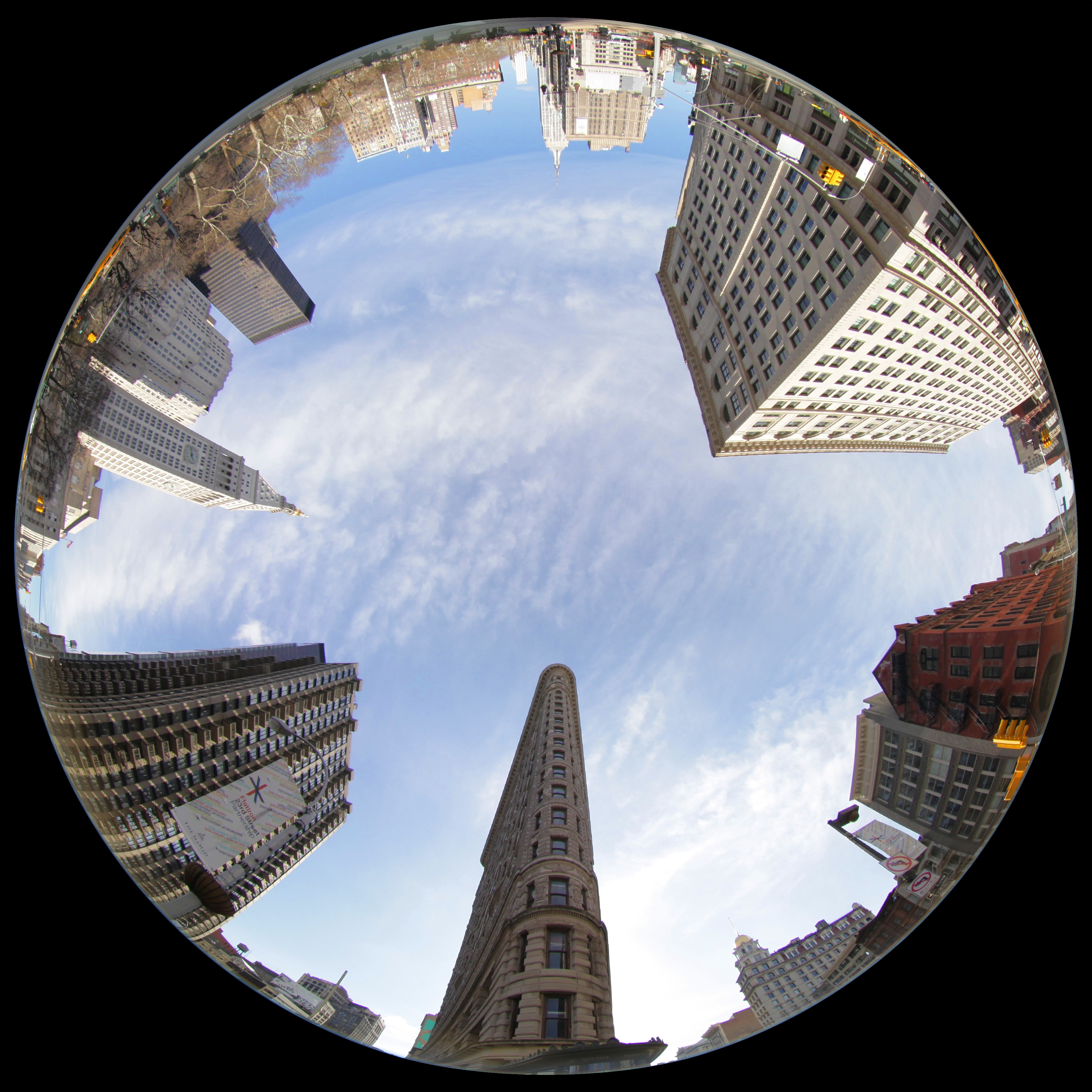
Beispiel einer Fischaugenaufnahme in New York, welche die Horizontüberhöhung einer Kugelhemisphäre zeigt. Die Gebäude engen die freie Sicht auf den Himmel ein.

Als Horizontüberhöhung (engl. sky view factor) wird in der Mikroklimatologie (u. a. Stadt- und Bioklimatologie), Kartographie, Meteorologie und Geographie eine wichtige Bezugsgröße bezeichnet. Sie beschreibt die von einem Punkt aus sichtbaren Bereiche des Himmels und kann mathematisch als dimensionsloser Parameter zwischen 0 und 1 angegeben werden. Hierbei ergibt eine Ebene den Wert 1, da die komplette obere Himmelshälfte (Hemisphäre) sichtbar ist. In engen Tälern dagegen ist nur ein Teil des Himmels sichtbar, der Faktor ist somit deutlich kleiner als 1.
Eine minimale Horizontüberhöhung bzw. -einengung entspricht einem maximalen Sky View Factor und umgekehrt.

## Berechnung

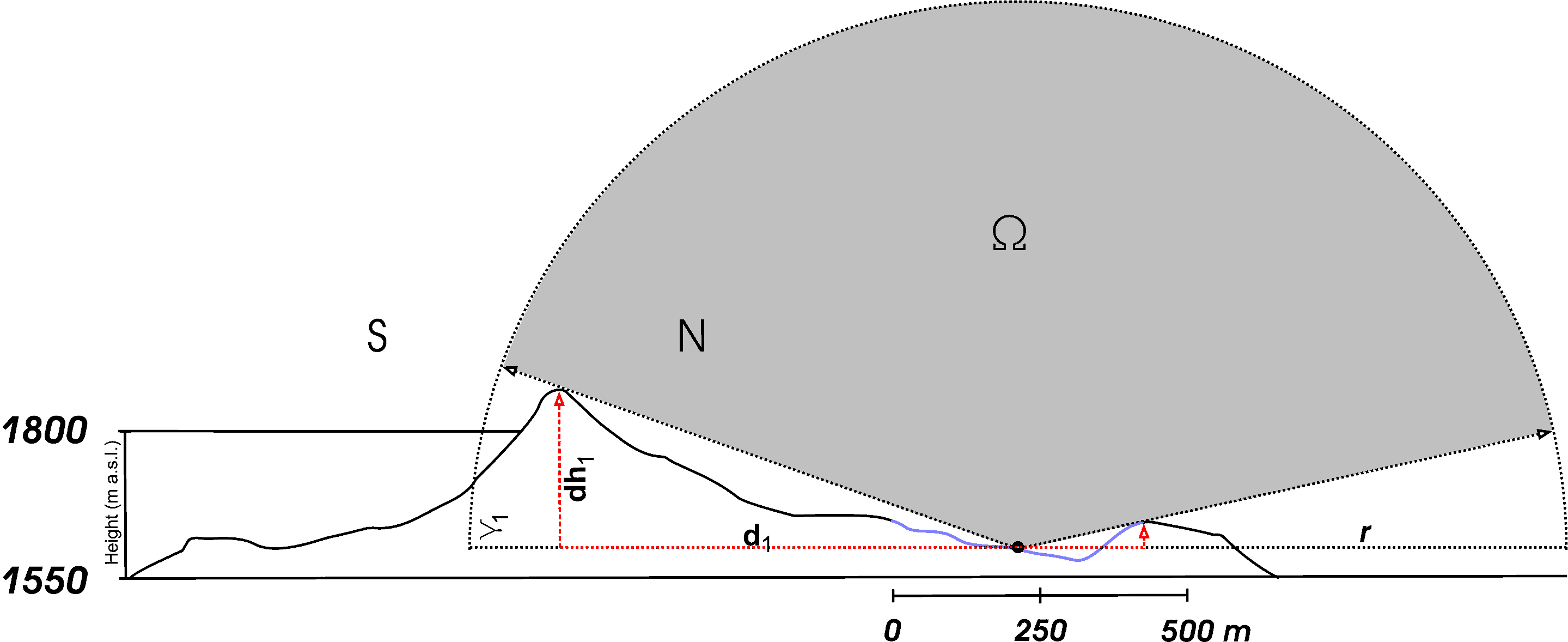
Der sky-view factor ist der Anteil des sichtbaren Himmels (Ω, graue Fläche) über einem bestimmten Beobachtungspunkt. Hier in einer zweidimensionalen Darstellung (Kältesee in den Süd-Dinariden)

Das Beispiel eines geschlossenen Kronendaches, das mit einem Fischaugenobjektiv fotografiert wurde, zeigt einen sky view factor von nahezu 0.

Die klassische Methode der Messung der Horizonteinengung geschieht mit Hilfe eines Horizontoskops.
Numerische Berechnungen der Horizontüberhöhung nutzen in der Geländetopographie heute spezialisierte Programme, die eine zirkulare Fischaugenaufnahme mit 180° Blickwinkel auswerten.
Für die Berechnung der Horizontüberhöhung aus Fernerkundungsdaten sind Digitale Höhenmodelle notwendig, die z. B. aus Radardaten generiert werden können.

## Bedeutung
Die Horizontüberhöhung ist in verschiedenen wissenschaftlichen Kontexten von Bedeutung. In der Mikroklimatologie bestimmt die Horizontüberhöhung unter anderen die Wirksamkeit inversiver Kaltluftseen in Bodensenken, da hierüber die nächtliche Abstrahlung der langwelligen Strahlung bestimmt wird. In der Kartographie kann aus diffusen Lichteinfall von Raumpunkten aufgrund ihrer Position zur Horizontüberhöhung ein erweiterter Darstellungsraum zur klassischen Anwendung der kartographischen Hangschummerung zur Visualisierung des Reliefs gewonnen werden.

## Bioklimatologie

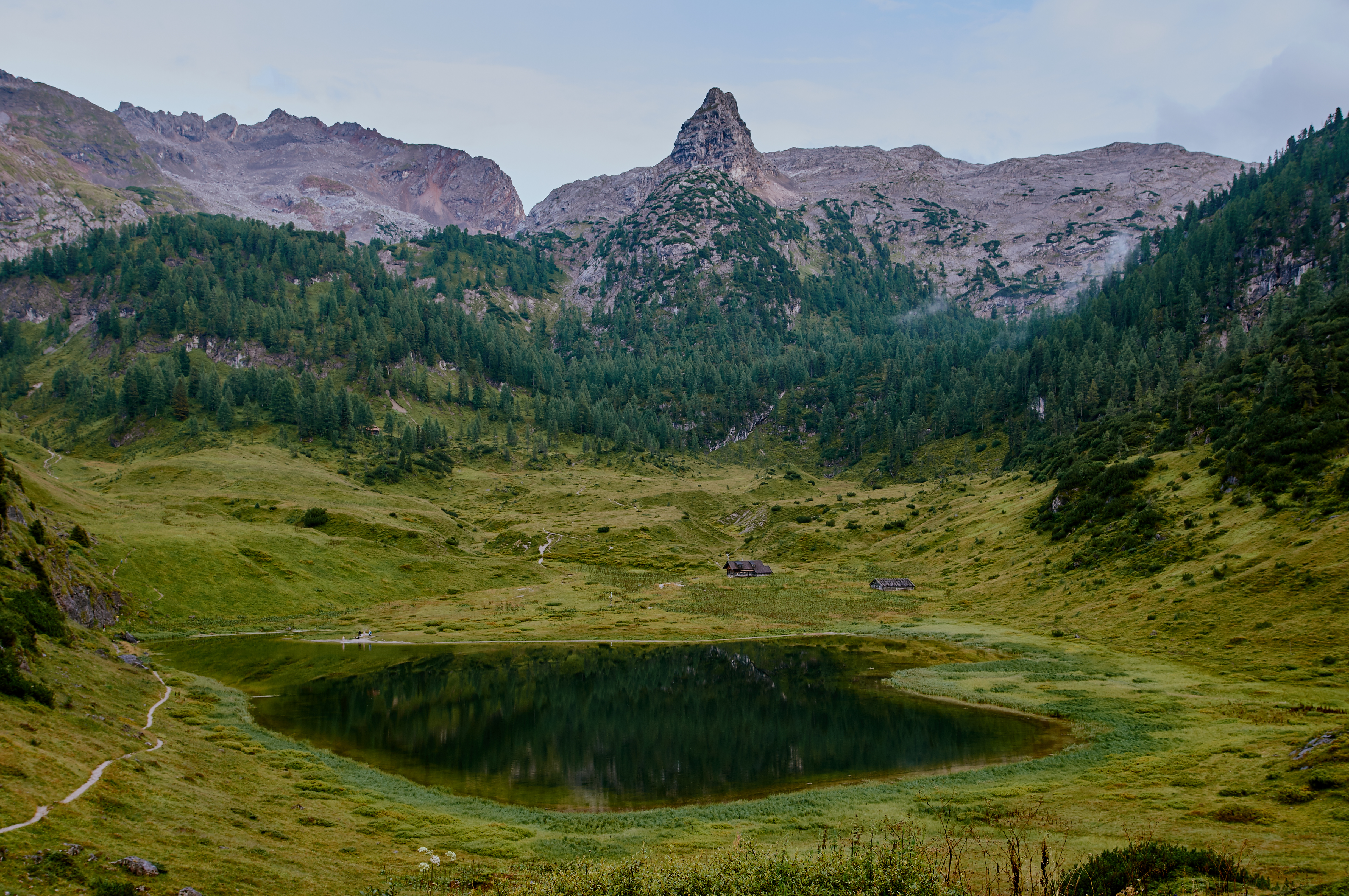
In der geschlossenen Depression des Funtensees werden die tiefsten Fröste in Deutschland gemessen. Ein relativ hoher sky view factor ist dafür unablässlich, da er die Intensität der langwelligen nächtlichen Ausstrahlung maßgeblich bestimmt.

Der Horizontüberhöhung kommt neben der Versiegelung eine zentrale Rolle in den Ursachen der Bildung von städtischen Wärmeinseln zu. Durch größere Horizonteinengung in Straßenschluchten von Städten wird die effektive langwellige Ausstrahlung vermindert. Daneben kommt dem Faktor der Horizontüberhöung  eine dominante Rolle für die Intensität von Frösten in Inversions-Kaltluftseen von geschlossenen Gebirgsmulden (u. a. Dolinen) zu. Ein hoher sky view factor, d. h. eine geringe Horizontüberhöhung kann bei winterlichen sibirischen Kaltlufteinfällen und sternenklaren Nächten zu den tiefsten regionalen sowie subkontinentalen Minimaltemperaturen in Kaltluftseen beitragen. Solche extremen mikroklimatologischen Phänomene treten in Österreich im Grünloch sowie in Deutschland im Funtensee auf.

## Weblink
- Relieffaktoren von Kaltluftseen